# Prunus jacquemontii
Prunus jacquemontii är en rosväxtart som beskrevs av Joseph Dalton Hooker. Prunus jacquemontii ingår i släktet prunusar, och familjen rosväxter. Inga underarter finns listade i Catalogue of Life.